# 第8砲兵連隊 (フランス軍)
第8砲兵連隊（だいはちほうへいれんたい、8e régiment d'artillerie：8e RA）は、ムーズ県コメルシーに駐屯する、第7機甲旅団隷下のフランス陸軍の自走砲連隊である。2013年6月25日をもって解隊された。
兵種は砲兵、伝統的区分も砲兵である。
別名アウステルリッツ連隊とも呼ばれる。

## 沿革
- 1784年：ルイ16世統治下において、植民地砲兵連隊として創設される。
- 1805年：アウステルリッツの戦いに参加。

## 最新の部隊編成
- 連隊本部
- 本部管理中隊
- 砲兵情報中隊
- 管理支援中隊（武器・車両・通信の整備など）
- 第1中隊 - AuF1
- 第2中隊 - AuF1
- 第3中隊 - AuF1
- 第4中隊 - AuF1
- 予備訓練中隊

### 定員
- 連隊の人員構成としては、約1,000名からなる。
- AuF1が32両、重迫撃砲16門を装備する。

## 主要装備
- GIAT BM92-G1
- FA-MAS
- AA-52
- 12.7mm重機関銃
- AuF1
- RTF1 120mm迫撃砲
- VOA（砲兵観測車）
- PCR（気象レーダー）
- VAB
- P4